# Malaita (Provinz)
Die Provinz Malaita liegt im Zentrum des pazifischen Inselstaats Salomonen. Sie grenzt westlich an die Provinzen Guadalcanal und Central, nördlich an die Provinz Isabel.
Zur Provinz zählen vor allem die gleichnamige Insel Malaita, die Insel Maramasike sowie die Eilande der entlegenen Atolle Ontong Java und Sikaiana sowie das Roncador Reef.
Die Fläche der Inseln der Provinz Malaita beläuft sich auf 4225 km². Nach dem Zensus von 2009 lebten dort 137.600 Menschen. Im Nordwesten der Hauptinsel Malaita (3885 km²) liegt die Provinzhauptstadt Auki.

## Gliederung
| - Malaita (Provinz) (137.596) - Auki (5.105) - Aimela (7.639) - Buma (6.223) - Fauabu (8.830) - West Baegu/Fataleka (2.477) - Mandalua/Folotana (2.749) - Fo'ondo/Gwaiau (5.532) - Malu'u (4.333) - Matakwalao (2.760) - Takwa (10.070) - East Baegu (4.781) - Fouenda (1.885) - Sulufou/Kwarande (866) - Sububenu/Burianiasi (5.094) - Nafinua (4.195) - Faumamanu/Kwai (3.592) - Gulalofou (6.031) - Waneagu/Taelanasina (3.478) - Aiaisi (3.574) - Areare (3.525) - Raroisu'u (4.988) - Aba/Asimeuru (4.936) - Asimae (3.043) - Mareho (2.550) - Tai (4.650) - Kwarekwareo (1.921) - Siesie (3.747) - Waneagu Silana Sina (5.121) - Keaimela/Radefasu (9.634) - Langalanga (1.922) - Luaniua (1.396) (nicht auf Karte) - Pelau (700) (nicht auf Karte) - Sikaiana (249) (nicht auf Karte) |